# Taraxacum latisectum
Taraxacum latisectum — вид квіткових рослин з родини айстрових (Asteraceae). Вид зростає в Європі: Азорські острови, Естонія; Латвія, Європейська Росія, Данія, Фінляндія, Німеччина, Велика Британія, Польща; інтродукований до Ірландії; це багаторічна рослина помірних біомів.

## Середовище
Населяє узбіччя, сади, пустир, тротуари тощо.

## Опис
T. latisectum — вид середнього розміру з висхідними листками. Він має крилаті черешки, які білі на зовнішніх листках і рожеві на внутрішніх. Листя середньо-зелені і мають довгасту форму. Кінцеві частки короткі, більш-менш округлі, злегка кутоподібні та зазвичай неглибоко розділені з округлою часткою з одного боку. Зовнішні приквітки акуратно розташовані, досить короткі, проксимально довгасті, сіруваті зверху та проксимально розпущені, але більш загнуті дистально. Квіткова голова досить мала й округла, коли повністю розгорнута.